# Mesochorus tyroliensis
Mesochorus tyroliensis är en stekelart som beskrevs av Schwenke 1999. Mesochorus tyroliensis ingår i släktet Mesochorus och familjen brokparasitsteklar. Inga underarter finns listade i Catalogue of Life.